# 김유 초상
김유 초상(金楺 肖像)은 대한민국 경기도 용인시 기흥구, 경기도박물관에 있는 조선시대의 초상화이다. 1984년 9월 12일 경기도의 유형문화재 제117호 '검제김유선생영정'으로 지정되었다가, 2006년 12월 29일 대한민국의 보물 제1481호 '김유 초상'으로 승격, 지정되었다.

## 개요
조선 중후기의 문신 관료인 김유(金楺, 1653-1719)의 초상으로 18세기 초반 경에 가장 유행했던 半右向의 團領本 全身 交椅坐像 형식이다. 우상변에 ‘儉齋金先生畵像 六十四歲時寫’의 표제가 있어 숙종 42년(1716)의 64세 때 모습을 그린 것임을 알 수 있다. 교의자에 걸친 장식 모피(毛皮)가 원형의 표범 무늬가 아니라 긴 줄무늬의 호피(虎皮)인 점, 또한 교의자에 걸친 호랑이 가죽의 호랑이 얼굴 부분을 椅踏 위의 중앙에 살짝 내비친 뒤 양 발을 의답의 좌우 옆면으로 크게 드러내 강조한 점, 그리고 교의자의 손잡이가 심하게 구부러지고 입체감을 전혀 표현하지 않은 점 등은 18세기 초반의 초상화들에서 전형적으로 엿볼 수 있는 특징이다.
1710년대의 團領本 全身 交椅 坐像으로는 그리 많지 않은 예일 뿐만 아니라, 회화적인 기량과 예술적인 수준도 뛰어나고, 보존 상태도 양호한 편이다. 더구나 18세기 이후 가장 널리 유행한 조선후기 초상화의 가장 전형적인 양식을 이 김유 상만큼 이른 시기에 이처럼 직접적으로, 그리고 이렇게 성공적으로 보여주는 예도 많지 않다.

## 같이 보기
- 김유

## 참고 자료
- 김유 초상 - 국가유산청 국가유산포털